# Хьюитт, Анджела
Анджела Хьюитт (англ. Angela Mary Hewitt, 26 июля 1958, Оттава) — канадская пианистка, одна из наиболее признанных в мире исполнительниц Баха.

## Биография
Дочь Годфри Хьюитта, британского органиста и хормейстера кафедральной церкви Оттавы на протяжении почти полувека. В три года начала заниматься фортепиано с матерью, преподавательницей музыки и английского языка, в четыре — впервые выступила на публике. Кроме фортепиано, училась скрипке, блокфлейте и балетному искусству. Закончила Королевскую консерваторию в Торонто (1964—1973). Затем училась у Жана-Поля Севилья в Оттавском университете. С середины 1970-х получала призы на Баховских конкурсах в Лейпциге и Вашингтоне, конкурсе Шумана в Цвикау, конкурсах в Милане и Кливленде. В 1978 завоевала первую премию на Международном конкурсе Виотти, в том же году победила на фестивале молодых талантов Канадского радио. В 1985 получила первую премию на Международном Баховском фортепианном фестивале памяти Гленна Гульда в Торонто. В 1994—2005 исполнила и записала все основные сочинения Баха для фортепиано (к настоящему времени они выпущены 15 дисками в фирме Гиперион).
Концертировала в большинстве стран мира, включая Австралию, Японию, Корею, Гонконг, ЮАР. В 2005 учредила музыкальный фестиваль на озере Тразимено (Маджоне, Перуджа, Губбио).
В 1978—1985 жила в Париже, в настоящее время живёт, в основном, в Лондоне, а также в Оттаве и Умбрии.

## Репертуар
Помимо Баха, исполняет и записывает сочинения Куперена, Рамо, Генделя, Бетховена, Шумана, Шуберта, Шопена, Брамса, Шабрие, Дебюсси, Равеля, Гранадоса, Мессиана. Выступает в ансамблях с исполнением сочинений Гайдна, Мендельсона, Элгара и др. Играет также современных канадских авторов (Барбара Пентленд и др.).

## Признание
Премия Джуно за записи сочинений Баха (1999, 2002, 2005). Премия Королевского филармонического общества Великобритании (2003). Артист года фирмы Grammophone (2006), в 2012 введена в Зал славы журнала Gramophone .. Премия Международного рынка дисков и музыкальной литературы (MIDEM) классическому инструменталисту года (2010).
Член Королевского общества Канады. Почетный доктор ряда университетов Канады и Великобритании.
Офицер Ордена Канады (2000). Офицер Ордена Британской империи (2006). Лауреат Премии генерал-губернатора (Канада, 2018).